# کارل هاینز فلدکمپ
کارل هاینز فلدکمپ (انگلیسی: Karl-Heinz Feldkamp؛ زادهٔ ۲ ژوئن ۱۹۳۴) بازیکن فوتبال اهل آلمان است.